# Patrick Moore (astronomo)
Sir Patrick Alfred Caldwell-Moore, conosciuto come Patrick Moore (Pinner, 4 marzo 1923 – Selsey, 9 dicembre 2012), è stato un astronomo inglese amatoriale, che ha raggiunto in astronomia uno status importante come scrittore, ricercatore, commentatore radio e presentatore televisivo al riguardo, ed è accreditato di aver fatto crescere più di ogni altro l'interesse per l'astronomia tra gli inglesi.

## Riconoscimenti
- nel 1968 gli è stato assegnato il Walter Goodacre award[1].
- Nel 1978 gli è stato assegnato il Premio Klumpke-Roberts.[2]
- nel 1996 ha ricevuto il Lydia Brown Award.[3]

La Royal Astronomical Society ha istituito una medaglia che porta il suo nome, la Patrick Moore Medal.